# Solty Rei
Solty Rei (яп. ソルティレイ Солти Рэй) — аниме-сериал, созданный совместно студиями Gonzo и AIC. Впервые транслировался по телеканалу TV Asahi с 26 октября 2005 года по 30 марта 2006 года. Solty Rei был лицензирован на территории США компанией Funimation Entertainment и показан с 26 января 2009 года. На основе сюжета сериала была выпущена манга, а также два фанбука в июне и июле 2006 года.

## Сюжет
Действие происходит в далёком будущем на другой планете. Рой Ревант живёт непростой и тяжёлой жизнью охотника за головами, в городе, где тысячи людей погибли и исчезли в результате мистического явления, которое прозвали «разрушающее падение». Всем, кто выжил пришлось срочно восстанавливать и заменять органы высокотехнологичными протезами. Во время катастрофы исчезла и дочь Роя. Чтобы заглушить свою боль, Рой с головой уходит в работу и ведёт охоту на преступников, головорезов и роботов, порой переходя все границы, так он стал в некоторой степени знаменитым.
Однажды ночью на Роя буквально падает с неба необычная и милая зелёно-волосая девушка-Гиноид по имени Солти. Она ничего не помнит о своём прошлом и также обладает сверхчеловеческими способностями. Рою отныне предстоит разгадать тайну прошлого Солти.

## Список персонажей
Рой Ревант (яп. ロイ・レヴァント Рой Рэванто) — Возраст: 45 лет Рост 197 см. Охотник за головами, стал знаменитым в городе благодаря своей беспощадной охоте на бандитов и роботов. Поначалу он выглядит очень холодным и жестоким, но открывает в себе добрую сторону благодаря Солти. Его жена — Сара умерла от рака, а дочь пропала после катастрофы. Рой уверен, что его дочь всё ещё жива и активно занимается её поисками, от неё остались только туфли. На него падает Солти и он неохотно принимает её, чтобы помочь ей. Позже он принимает Солти как свою новую дочь, даже, несмотря на то, что она не человек.
Сэйю: Дзёдзи Наката
Солти Ревант (ソルティ・レヴァント), Сорути Рэванто — Возраст:15-20 лет. (на самом деле более 200 лет) Рост: 153 см. Девушка Гиноид с необычной зелёной причёской. Она не помнит ничего о своём прошлом до встречи с Роем. После того, как спасает несколько раз жизнь Рою, поселяется у него и берёт фамилию Ревант. Очень весёлая и добродушная, проводит много времени за приготовлением пищи. Обладает сверхчеловеческими способностями, такими как большая скорость и сила, устойчива к травмам. Позже она узнаёт, что является одним из трёх компьютеров — Дайк (яп. ディケ), которые запустили первые человеческие поселенцы планеты. Она была холодной, жестокой и вселяла страх в людские сердца. Но амнезия и совместная жизнь с Роем изменили её характер. В последних эпизодах может летать и отправляется в космос, чтобы остановить Айрэну, которая хочет столкнуть родную планету с новообразовавшейся планетой и уничтожить людей. Но одерживает победу. От части благодаря тому, что она признала себя человеком, после того, как Рой признался, что она ему стала новой дочерью. Через несколько лет Рой и Юто находят Солти в космосе среди обломков, с повреждённой рукой и ногой. Она пробуждается и заявляет, что она хотела бы вернуться домой.
Сэйю: Момоко Сайто
Роуз Андерсон (ローズ・アンダーソン), Родзу Анда:сон — Возраст 18-22 Рост 156 см. Называет себя Голубой кометой. Она честная, непреклонная, гордая и эгоистичная. Хотя она часто отдаёт свою добычу нищим незарегистрированным гражданам подземных городов и окраин, она часто становится причастной к разрушениям в общественных местах. Вооружена лазерной пушкой и ездит на мотоцикле. Позже выясняется, что она настоящая дочь Роя. Её цвет волос и глаз изменился в результате мутации ДНК после катастрофы. Но не помнит события детства и когда её находит Рэй, она отрицает, что его дочь. Признаёт себя дочерью вора, но говорит что она остаётся воровкой, тогда как её отец - охотником. Сразу же после этого "погибает" из-за крушения башни. Позже была "воскрешена" как командир R.U.C. К концу сериала узнаётся, что достигает высокого положения политической власти.
Сэйю: Масуми Асано
Миранда Маверик (ミランダ・マーベリック), Миранда Ма:бэрикку — Возраст 27-30 Рост 174 см. Работодатель Роя и приёмная мать Каси. Она возглавляет независимое агентство охотников за головами — «охотники Маверик». Как правило очень добрая и спокойная, но может быть порой агрессивной при необходимых ситуациях. Её муж погиб в катастрофе.
Сэйю: Саяка Охара
Кася Маверик (カーシャ・マーベリック), Ка:ся Ма:бэрикку — Возраст 9 Рост 132 Приёмная дочь Миранды. Она прагматичная и немного недоверчивая, но доверяет Солти. Также дружит с Сильвией. В OVA эпизоде узнаётся, что её приёмные родители это родные тётя и дядя. А также Кася стала работать в качестве секретаря Роуз.
Сэйю: Нацуко Куватани
Уто К. Стил (ユート・K・スティール), Ю:то К. Сути:ру — Возраст 20-22 Рост 172 Специалист городской больницы. Именно он с начало выявил, что Солти является гиноидом. После увольнения в результате несчастного случая во время диагностики, он нанимает Миранду на своё место и сам переезжает жить в дом Роя и Солти. Склонен к извращениям за что был не раз побит Касей и Роем и один раз Мирандой.
Сэйю: Хиро Симоно
Эшли Линкс (アシュレイ・リンクス), Асюрэи Ринкусу — Высокопоставленный член R.U.C. Его настоящее имя — Локка. После катастрофы лишился части лица, и тела, поэтому носит сейчас на этих местах белые имплантаты. Он также один из немногих живых иммигрантов первого поколения и когда-то руководил строительством подземного города и мало заботился о своих подчинённых. В последних сериях влюбился в Иллюмину Киш. После того, как был сильно ранен, и «отремонтирован» Оиномией, был вскоре убит им.
Сэйю: Нобуо Тобита
Интегра Мартел (インテグラ・マーテル), Интэгура Ма:тэру — Лидер социального отдела безопасности R.U.C. — PROCEED. Она ответственна за безопасность команды. Носит розовый костюм, который может увеличивать скорость движений в несколько раз. После смерти Сильвии и Селики она бросает вызов Эшли и одерживает победу над ним, но превышает свой лимит ускорения и попадает в больницу. Её имя основано на названии автомобиля Honda/Acura Integra 
Сэйю: Рё Хирохаси
Сильвия Бан (シルビア・バン), Сирубиа Бан — Вспыльчивая блондинка, которая питает романтические чувства к Эшли. Её костюм увеличивает прочность, и выгоден при обороне. Позже она выражает негодование Эшли по поводу увольнения Селики и тот успокаивая её убивает мгновенно. Её имя основано на Nissan Silvia.
Сэйю: Сидзука Ито
Селика Яёи (セリカ・ヤヨイ), Сэрика Яёи — Снайпер, беззаботная и работает в команде, чтобы поддерживать её членов. Она довольно спокойная. Лучшая подруга Сильвии и любит дразнить Аксел. В детстве была незарегистрированным гражданином, пока её не приняли приёмные родители Каси. Её костюм имеет несколько лазерных установок, что помогает ей при стрельбе. Любит играть в видео игры и работает хорошо, пока получает деньги. Позже она восстаёт против R.U.C. узнав о смерти Сильвии и была убита. Её имя основано на Toyota Celica.
Сэйю: Юкари Тамура
Аксела Варрик (アクセラ・ウォリック), Акусэра Ворикку — Член команды PROCEED. Она застенчивая и любит готовить. Поддерживает Солти, после того, как её ругает Рой. В костюме появляется в четырёх последних сериях. Её костюм позволяет подключаться к компьютерной сети. После того, как её друзья были убиты R.U.C. в припадке ярости она взяла под контроль гигантское плавающее судно Хильга и уничтожила большею часть города из его пушек. Позже она сделала попытку самоликвидироваться но попала в больницу с Интегрой. Её имя основано на Mazda Axela.
Сэйю: Мамико Ното

## Список серий
|     | |                  |  |  |
| 01  | The City Where The Aurora Falls «Ōrora no Furu Machi» (オーロラの降る街)                                           | октябрь 06, 2005 |  |  |
| 02  | A New Dawn «Atarashii Asa» (新しい朝.)                                                                             | октябрь 13, 2005 |  |  |
| 03  | The Girl In Blue «Ao no Shōjo» (青の少女)                                                                          | октябрь 20, 2005 |  |  |
| 04  | Friend (friend) | октябрь 27, 2005 |  |  |
| 05  | Waterside Panic «Wōtāsaido Panikku» (ウォーターサイド·パニック)                                                    | ноябрь 03, 2005  |  |  |
| 06  | Beloved Daughter «Manamusume» (愛娘(まなむすめ))                                                                   | ноябрь 10, 2005  |  |  |
| 07  | A Little Blue Demon Comes To Visit «Koakuma no Hōmon» (小悪魔の訪問)                                               | ноябрь 17, 2005  |  |  |
| 08  | Revenge «Ribenji» (リベンジ)                                                                                       | ноябрь 24, 2005  |  |  |
| 09  | Girls Day Off «Otometachi no Kyūjitsu» (乙女達の休日)                                                              | декабрь 01, 2005 |  |  |
| 10  | Treasure and Rescue «Torejā & Resukyū» (トレジャー&レスキュー)                                                     | декабрь 08, 2005 |  |  |
| 11  | Birthday Game «Bāsudē Gēmu» (バースデーゲーム)                                                                     | декабрь 15, 2005 |  |  |
| 12  | Tears: After the Showdown «Kechaku no Hateni -na-mi-da-» (決着の果てに-na-mi-da-)                                  | январь 12, 2006  |  |  |
| 13  | Distance «Surechigai» (distance(すれ違い))                                                                         | январь 19, 2006  |  |  |
| 14  | Heavy Hearts «Kokoro Ōu Yami no Tameni...» (心覆う闇のために...)                                                   | январь 26, 2006  |  |  |
| 15  | Safe Haven «Tadoritsuita Basho» (たどり着いた場所)                                                                 | февраль 02, 2006 |  |  |
| 16  | Half Kidding «Jōdan Desu, Hanbun» (冗談です, 半分)                                                                 | февраль 09, 2006 |  |  |
| 17  | Lady «Redī» (LADY(レディー))                                                                                       | февраль 23, 2006 |  |  |
| 18  | Welcome Home «Okaerinasai» (おかえりなさい)                                                                        | март 02, 2006    |  |  |
| 19  | All Together «Zenin Shōgō!» (全員集合!)                                                                            | март 09, 2006    |  |  |
| 20  | Catastrophe Calls «Otozureru Wazawai» (訪レル災い)                                                                 | март 16, 2006    |  |  |
| 21  | The Time for Truth «Shinjitsu no Toki» (真実の刻)                                                                  | март 23, 2006    |  |  |
| 22  | Three Girls, Three Intentions «Watashi to Kanojo to, Shōjo no Omoi» (わたしと彼女と, 少女の思い)                   | март 30, 2006    |  |  |
| 23  | Final Message «Saigo no Kotoba» (Farewell Message(最後のコトバ))                                                   | март 30, 2006    |  |  |
| 24  | The Future «Korekara» (これから)                                                                                   | март 30, 2006    |  |  |
| OVA | Opportunities Missed, Love Shared «Surechigau Kimochi de, Omoi Au Kokoro de» (すれ違うキモチで, 想い合うココロで.) | июль 26, 2006    |  |  |

## Критика
По оценке критиков студия Gonzo известна использованием компьютерной анимации вместе с традиционной. Данная технология довольно часто используется в Solty Rei. Рецензенты отмечают качественную прорисовку персонажей и CGI. Однако «струны», созданные графикой, чрезмерно грубые и могут стать нежелательными, отвлекая от просмотра.